# Ivanna Sakhno
Ivanna Anatoliyivna Sakhno (Oekraïens: Іванна Анатоліївна Сахно) (Kiev, 14 november 1997) is een Oekraïnens actrice en activiste woonachtig in de Verenigde Staten. Ze is bekend van haar rollen als Cadet Viktoriya in Pacific Rim Uprising, Nadedja in de actiekomediefilm The Spy Who Dumped Me en Shin Hati in Ahsoka. In Oekraïne had ze eerder bekendheid verkregen door in de allereerste Oekraïnstalige sitcom "Lesia + Roma" en in de biopic "Ivan the Powerful" te spelen.

## Vroegere leven
Sakhno werd geboren op 14 november 1997 in Kiev, Oekraïne in een familie van lokale filmmakers. Haar ouders zijn Halyna Kuvivchak-Sakhno, ern regisseur en Anatolii Sakhno, een cinematograaf.
Sahkno's eerste acteerrol was in de film "Amélie". Op dertienjarige leeftijd liet ze Oekraïne achter zich om de Engelse taal te vanaf studeren in Vancouver. Aldaar werd ze ontdekt door Janet Hirsenson en Jane Jenkins tijdens een casting workshop. In 2013 verhuisde Sakhno naar de Verenigde Staten, waar ze zich settelde in Hollywood om een acteercarrière te kunnen starten. Tegelijkertijd studeerde ze eerst aan de Beverly Hills High School en later aan het Lee Strasberg Theatre and Film Institute, waar ze samenwerkte met Ivana Chubbuck.

## Biografie
Sakhno's eerste televisierol was in de stixom "Lesya + Roma" in 2005. De sitcom betrof een adaptie van de Canadese sitcom Un gars, une fille. Haar debuutfilmrol was als "Milka" in de biopicfilm  Ivan the Powerful in 2013.
Haar eerste rol in Hollywood voor Sakhno was in de thrillerfilm "The Body Tree" in 2016 van Thomas Dunn. Hierna wist ze een rol in de film "Pacific Rim Uprising" te bemachtigen. Ook bemachtigde ze een rol in The Spy Who Dumped Me.
Sakhno maakte onderdeel uit van de jury van het internationale competitieprogramma op het tiende Internationale filmfestival van Odessa. Daarnaast maakte ze onderdeel uit van de jury tijdens het Internationale filmfestival van Kiev Molodist.
In 2020 verscheen Sahkno naast Zoë Kravitz in de Amerikaanse televisieserie  High Fidelity van Hulu. Hetzelfde jaar had ze een rol in Let It Snow van de Oekraïnse filmmaker Stanislav Kapralov. Ook verscheen ze in Franse televisieserie La jeune fille et la nuit.
Sakhno werd in november 2021 gecast in de Disney+ televisieserie Ahsoka, onderdeel van het Star Wars filmuniversum. De serie gaat over de jedi met dezelfde naam. Sakhno vertolkte de rol van Shin Hati, een overgelopen jedi naar dark side en de leerling van Baylan Skoll gespeeld door wijlen Ray Stevenson.

## Filmografie

### Films
| Jaar | Titel                 | Rol             | Opmerkingen    | Ref    |
| ---- | --------------------- | --------------- | -------------- | ------ |
| 2013 | Ivan the Powerful     | Mills           | Oekraïnse film |        |
| 2016 | The Body Tree         | Helen           |                |        |
| 2017 | Can't Take It Back    | Morgan Rose     |                |        |
| 2018 | Pacific Rim Uprising  | Cadet Viktoriya |                | [ 6 ]  |
| 2018 | The Spy Who Dumped Me | Nadedja         |                |        |
| 2020 | Let It Snow           | Mia             |                | [ 16 ] |
| 2025 | M3GAN 2.0             |                 |                | [ 17 ] |

### Televisieserie
| Jaar | Titel                                            | Rol                    | Extra         | Ref    |
| ---- | ------------------------------------------------ | ---------------------- | ------------- | ------ |
| 2005 | Lesya + Roma                                     |                        |               |        |
| 2006 | Zhenskie slyozy                                  |                        | Televisiefilm |        |
| 2008 | Uchitel muzyki                                   | Sasha                  | Televisiefilm |        |
| 2008 | Muzhchina dlya zhizni, ili Na brak ne pretenduyu | Jen'ka                 | Televisiefilm |        |
| 2009 | Kontrakt                                         |                        | Televisiefilm |        |
| 2009 | Veskoe osnovanie dlya ubiystva                   | Twaalfjarige Sasha     | Miniserie     |        |
| 2011 | Babye leto                                       | Masha                  |               |        |
| 2013 | Frodya                                           |                        | Miniserie     |        |
| 2016 | Chornyi Tsvetok                                  | Jonge Lera             | Miniserie     |        |
| 2020 | High Fidelity                                    | Kat Monroe             | 2 afl.        |        |
| 2022 | La jeune fille et la nuit                        | Vinca Rockwell/Pauline | Miniserie     |        |
| 2023 | Ahsoka                                           | Shin Hati              | Hoofdrol      | [ 18 ] |

### Muziekvideo
| Jaar | Titel            | Rol    | Extra    | Ref    |
| ---- | ---------------- | ------ | -------- | ------ |
| 2023 | "Eat Your Young" | Hozier | De vrouw | [ 19 ] |